# Gambelia speciosa
Gambelia speciosa är en grobladsväxtart som beskrevs av Thomas Nuttall. Gambelia speciosa ingår i släktet Gambelia och familjen grobladsväxter. Inga underarter finns listade i Catalogue of Life.